# Bao Yingying
Bao Yingying (en chino: 包盈盈; Qidong, 6 de noviembre de 1983) es una deportista china que compitió en esgrima, especialista en la modalidad de sable.
Participó en los Juegos Olímpicos de Pekín 2008, obteniendo una medalla de plata en la prueba por equipos (junto con Huang Haiyang, Tan Xue y Ni Hong) y el sexto lugar en la prueba individual.
Ganó dos medallas en el Campeonato Mundial de Esgrima, plata en 2003 y bronce en 2009.

## Palmarés internacional
| Juegos Olímpicos   | Juegos Olímpicos  | Juegos Olímpicos  | Juegos Olímpicos  |
| Año                | Lugar             | Medalla           | Prueba            |
| ------------------ | ----------------- | ----------------- | ----------------- |
| 2008               | Pekín (China)     | Medalla de plata  | Sable por equipos |
| Campeonato Mundial |                   |                   |                   |
| Año                | Lugar             | Medalla           | Prueba            |
| 2003               | La Habana (Cuba)  | Medalla de plata  | Sable por equipos |
| 2009               | Antalya (Turquía) | Medalla de bronce | Sable por equipos |